# حفناوي عبد النبي
حفناوي عبد النبي هو صاحب الرقم القياسي في الصعود إلى قمة الهرم الأكبر حيث كان يصعد الهرم من أسفل إلى أعلى قمته في ساعتين و يهبط من أعلى إلى أسفل في ساعة واحدة فقط و هو صاحب ابتكار التصوير و كأنه يضع يده فوق قمة الهرم فهو أول من فعلها في التاريخ  و رغم أنه كان أميا إلا أنه كان يتقن 6 لغات أجنبية بالسماع فقط و كان يرافق ملوك و رؤساء العالم عند زيارتهم للأهرامات و كانوا يطلبونه بالاسم ليكون مرافقهم خلال صعودهم للهرم الأكبر لدرجة يقال أنه يوم زفافه ترك عروسه (في الكوشة) ليرافق الإمبراطور الإثيوبي هيلاسلاسي عند زيارته للأهرامات في نفس الليلة ثم عاد للفرح مرة أخرى .
حفناوي عبد النبي ارتبط اسمه بالهرم الأكبر حيث ظل يصعده لما يقرب من 50 عاما و رافقه آلاف المشاهير من جميع أنحاء العالم حيث ارتبط بصداقات مع أكثرهم حتى أنه حين مرض أرسل له بعضهم أطباء للكشف عليه ، حفناوي كان يسكن بالقرب من الأهرامات و بدأ العمل في هيئة الآثار كمنقب عن الآثار ثم أصبح دليلا و مرشدا للسياح في منطقة الأهرامات بعدها بدأت محاولاته في الصعود لقمة الهرم حتى أصبح يصعد قمة الهرم في 7 و قيل 6 دقائق فقط و يهبط في دقيقتين .
كان محمد نجيب يسميه البطل و كان السائحون يطلقون عليه (Champion) و صعد الهرم مع العديد من المشاهير مثل الملك سعود بن عبد العزيز الذي أعطاه يومها 1000 جنيه إسترليني و الرئيس اليوجوسلافي جوزيف بروز تيتو الذي أعطاه علبة سجائر ذهبية و رئيس الاتحاد السوفييتي الذي أعطاه ساعة يده و صعد أيضا مع شاه إيران الذي أجزل له العطاء .
لكن تظل أشهر و أخطر و أجمل محاولة صعود له لقمة الهرم هي التي يجهلها الكثيرون حين صعد قمة الهرم الأكبر و هو يحمل على كتفيه المصور الصحفي الكبير رشاد القوصي و معه معدات التصوير الخاصة به في محاولة كانت مغامرة كبرى و تعرض للسقوط أكثر من مرة لولا ستر الله و أخيرا و بعد 45 دقيقة كاملة وصلا لقمة الهرم بعدما احتبست أنفاس المتواجدين و المتابعين ، يومها التقط رشاد القوصي أروع مشاهد صورت مدينة القاهرة من فوق قمة الهرم الأكبر نشرتها في ذلك الوقت مجلة آخر ساعة و بعد أن التقط الصور التي يريدها حمله حفناوي عبد النبي عائدا به إلى سفح الهرم مرة أخرى .
و من المعروف أنه كان يرتدي زي قدماء المصريين أثناء صعود الهرم كما أنه توقف عن الصعود في الثمانينيات بعدما صدرت قوانين تحرم صعود و تسلق الهرم حفاظا عليه بعدها بسنوات مات حفناوي عبد النبي في سنة 2002م .